# Adrenalone
L'adrenalone è un agonista adrenergico usato come vasocostrittore locale ed emostatico. In passato trovò impiego anche come composto utilizzato per prolungare l'azione di anestetici locali. È il chetone corrispondente dell'adrenalina (epinefrina).. Contrariamente all'epinefrina, l'adrenalone agisce principalmente sui recettori alfa-1 adrenergici, ma si caratterizza per una scarsa affinità per i recettori beta.
Il farmaco è ormai da considerarsi obsoleto, essendo stato superato dall'introduzione in commercio di altre sostanze emostatiche, come ad esempio la trombina, il fibrinogeno e gli analoghi della vasopressina.

## Caratteristiche strutturali e chimiche
L'adrenalone cloridrato ha aspetto di una polvere cristallina bianca, dal sapore amaro e leggermente acido, scarsamente solubile nell'etere etilico, solubile in acqua e nell'etanolo. Il punto di fusione dell'adrenalone cloridrato è pari a 243 °C.

## Farmacodinamica
Il farmaco agisce come un agonista selettivo sui recettori alfa-1 adrenergici. Inibisce la dopamina β ossidasi e la produzione di noradrenalina.

## Farmacocinetica
Dopo l'applicazione locale, nel sangue possono essere riscontrate solo tracce del composto. Ciò è in parte una conseguenza della vasocostrizione provocata dal farmaco stesso per l'interazione con i recettori alfa-1 adrenergici.
Come l'epinefrina, l'adrenalone viene metabolizzato dalle catecol-O-metil transferasi (COMT), dando origine al composto 3O-metiladrenalone, che a sua volta è N-demetilizzato da parte della monoamino-ossidasi (MAO).
Il farmaco talvolta subisce prima una metabolizzazione da parte della MAO e successivamente è sottoposto a metabolizzazione dalle COMT. In entrambi i casi il composto che ne deriva, il 3O-metil-N-demetiladrenalone è successivamente coniugato a solfato o glucuronide e escreto attraverso il rene.

## Usi clinici
Il farmaco veniva utilizzato come vasocostrittore ed antiemorragico topico, con gli stessi effetti dell'adrenalina. Trovava indicazione, in associazione con l'adrenalina e sotto forma di collirio, anche per il trattamento del glaucoma. Molti derivati dell'adrenalone trovano similmente impiego come agenti oftalmici.

## Effetti collaterali e indesiderati
In alcuni soggetti la vasocostrizione indotta dall'adrenalone causava lesioni locali e talvolta necrosi.

## Controindicazioni
Il farmaco è controindicato in caso di ipersensibilità nota al principio attivo oppure agli eccipienti contenuti nella formulazione farmaceutica. È inoltre controindicato in pazienti con sanguinamento che origina da vasi di grandi dimensioni.

## Interazioni
Il trattamento di associazione con altri antitrombotici non è indicato, perché questi ultimi spesso contrastano con l'azione dell'adrenalone.